# Síndrome de Nicolaides-Baraitser
Síndrome de Nicolaides-Baraitser es una condición que se distingue principalmente porque los  pacientes afectados presentan una morfología facial característica, anomalías en la parte distal de las extremidades, cabello escaso y discapacidad intelectual. Este defecto se debe a mutaciones del gen SMARCA2.
Fue descrito por primera vez en 1993 por la neuróloga Paola Nicolaides y el genetista Michael Baraitser, al observar un caso de una paciente de 16 años con síntomas y signos distintivos.
Esta anomalía es relativamente infrecuente, con menos de 100 casos identificados en el mundo y su principal diagnóstico diferencial es el síndrome de Coffin-Siris.

## Causas
El síndrome de Nicolaides-Baraitser ocurre cuando se producen mutaciones 'de novo' en el gen SMARCA2, codificante para una proteína que hace parte del gran complejo modelador de la cromatina ATP-dependiente SNF/SW1 que es requerido para la activación de la transcripción de genes que están reprimidos por cromatina.

## Sintomatología
Basado en un seguimiento a 18 casos se reportaron las siguientes características como las principales.
- Retardo de crecimiento prenatal leve
- Retardo del crecimiento posnatal leve
- Retraso severo del desarrollo
- Discapacidad severa del habla
- Convulsiones
- Microcefalia
- Cabello escaso
- Arrugamiento progresivo de la piel
- Surco nasolabial largo y ancho
- Cavidad oral aumentada
- Labio inferior prominente
- Prominencia progresiva de las falanges distales
- Prominencia progresiva de las articulaciones interfalángicas
- Metacarpos/Metatarsos cortos